# 粵式茶樓

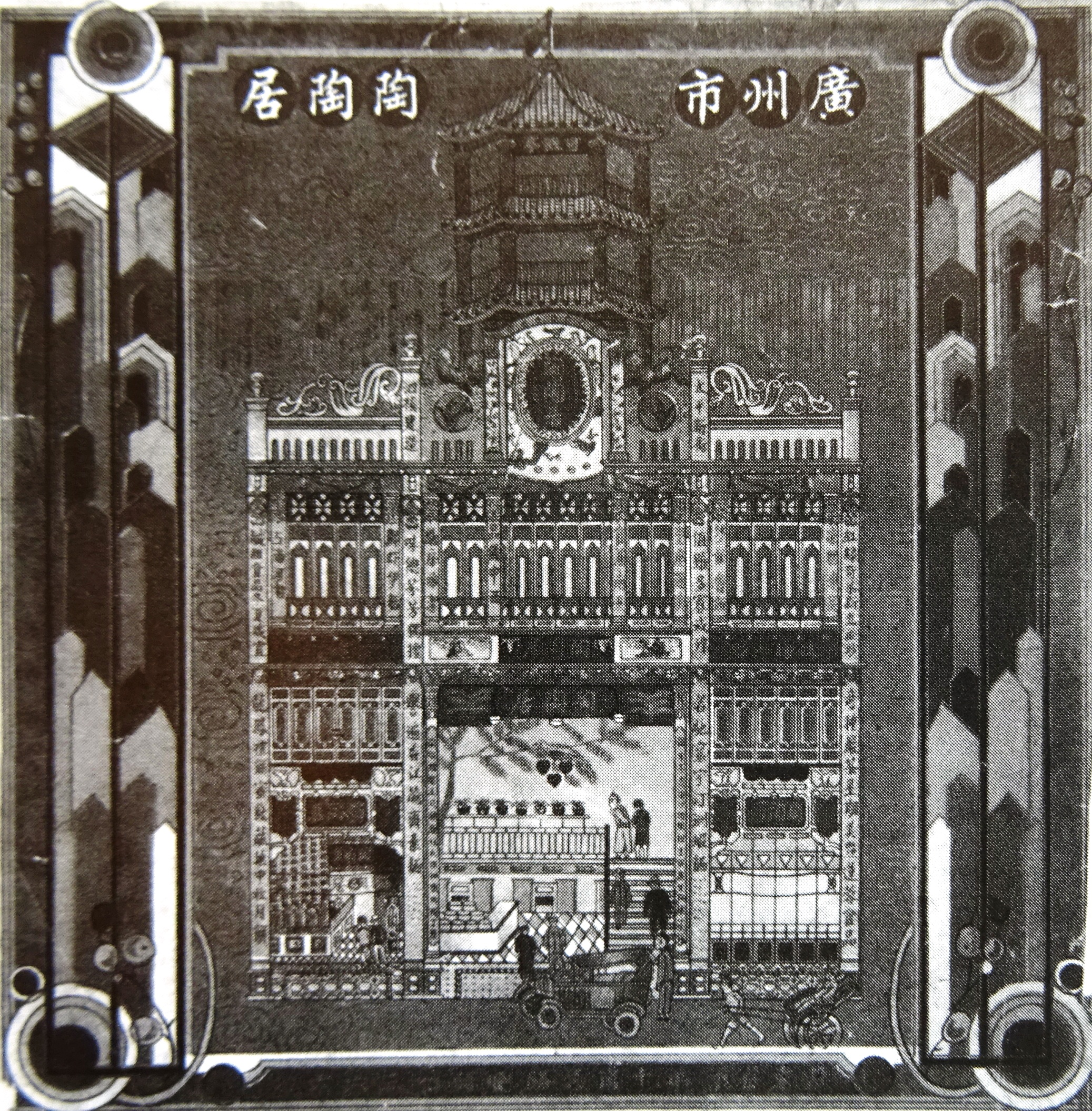
1930年代初廣州陶陶居的廣告

茶樓，是一種粵式餐廳，起源於廣州。茶樓主要是飲茶和吃點心的地方，並不會有其他菜式供應。茶樓早於清朝之前經已存在。現存的著名茶樓有榮華樓、陶陶居、蓮香樓和澳門提督街市旁的龍華茶樓。

## 歷史

### 廣州

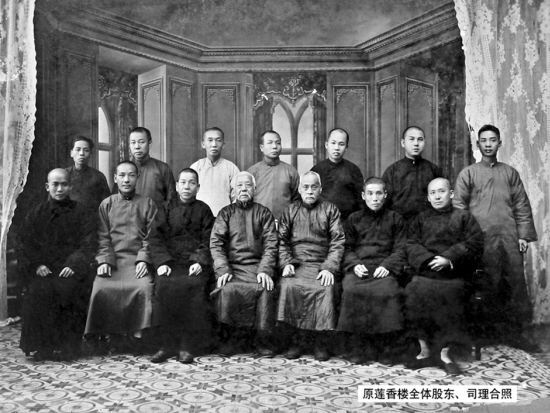
第十甫蓮香樓全體股東、司理合影

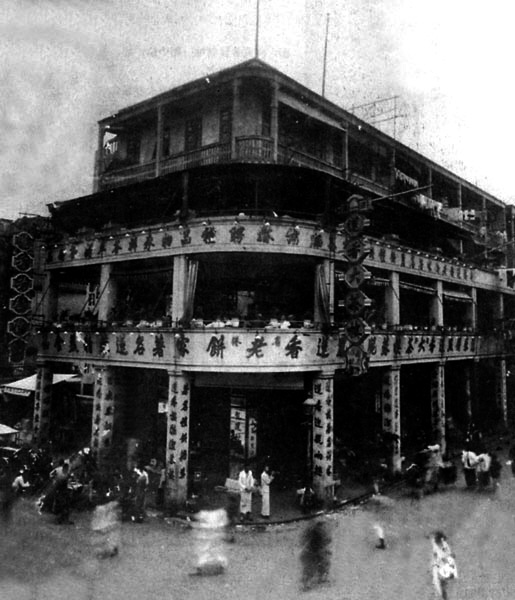
蓮香大茶樓（省港蓮香老餅家）最初的店鋪（1920年代末）

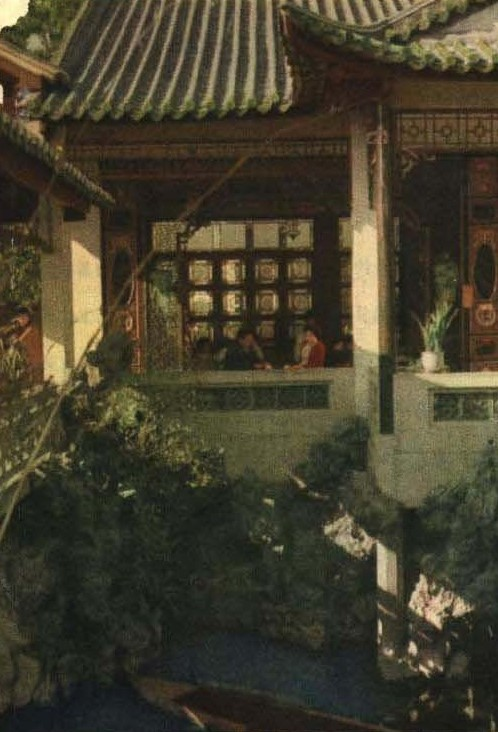
1962年的广州茶楼

廣州清光緒中期始有茶居，至清末民初，佛山七堡鄉（石湾地区）人來廣州開設樓高三層的茶居，始稱茶樓。粵人上茶樓飲茶，就此稱之為上高樓。
西關的茶樓堪稱廣府茶樓的典型及模範。廣州附近四鄉乃至香港、澳門的茶樓均以西關茶樓為榜樣，迄今香港的一些老牌茶樓仍保留有西關茶樓的影子。 
清末，西關茶樓的格局並不像今天所見的兩三層樓式，而是青磚石腳，宛如西關大屋模樣，大門也有木門與腳門，內有天井與廂房，能容納客人數量有限。在光緒年間著名的茶樓有十一甫的頤苑、第二甫的榮珍居、第三甫的永安居和第五甫的五柳居等，均在抗日戰爭前湮沒。 
20世紀20年代，西關新興起一些新式的茶樓，多為二層甚至三四層的“洋樓”，內部為“竹筒屋”式，即縱向深入，有的還有天井（如陶陶居），臨街的一面窗用滿洲窗，通爽明亮，座位有卡座及廂房，雅潔舒適。
民國14 年（1925），茶樓增設曲藝茶座。時各有特定人士聚腳茶樓：
藝人女伶多聚到澄江、慶男；提雀籠人聽鳥聚於太如；下棋者聚于榮華；藥材海味南北行中人聚於陸羽居；收買舊物人聚於祥珍；三行佬多聚巧心茶樓；教師公務員多聚於漢民路（今北京路）涎香樓；北郊菜農聚於中華中路（今解放中路）四牌樓附近茶樓；粵劇界人士聚於西關陶陶居。
1945 年，大茶樓改兼營酒菜筵席，綜合經營茶市、飯市等保持競爭力。
1949後新政府整頓和改造私營飲食業，打擊業內容娼、聚賭等，大酒家、大茶樓生意變蕭條，經營環境不樂觀，不少商人攜資移港，市面飲食業出現停滯。文革時期貨源長期不足，飲食業經營業務萎縮，酒家、茶樓經營一茶兩飯市，茶市一度停開。1980年代中期後，飲茶複盛，酒家、茶樓的茶市重新興旺。

### 香港

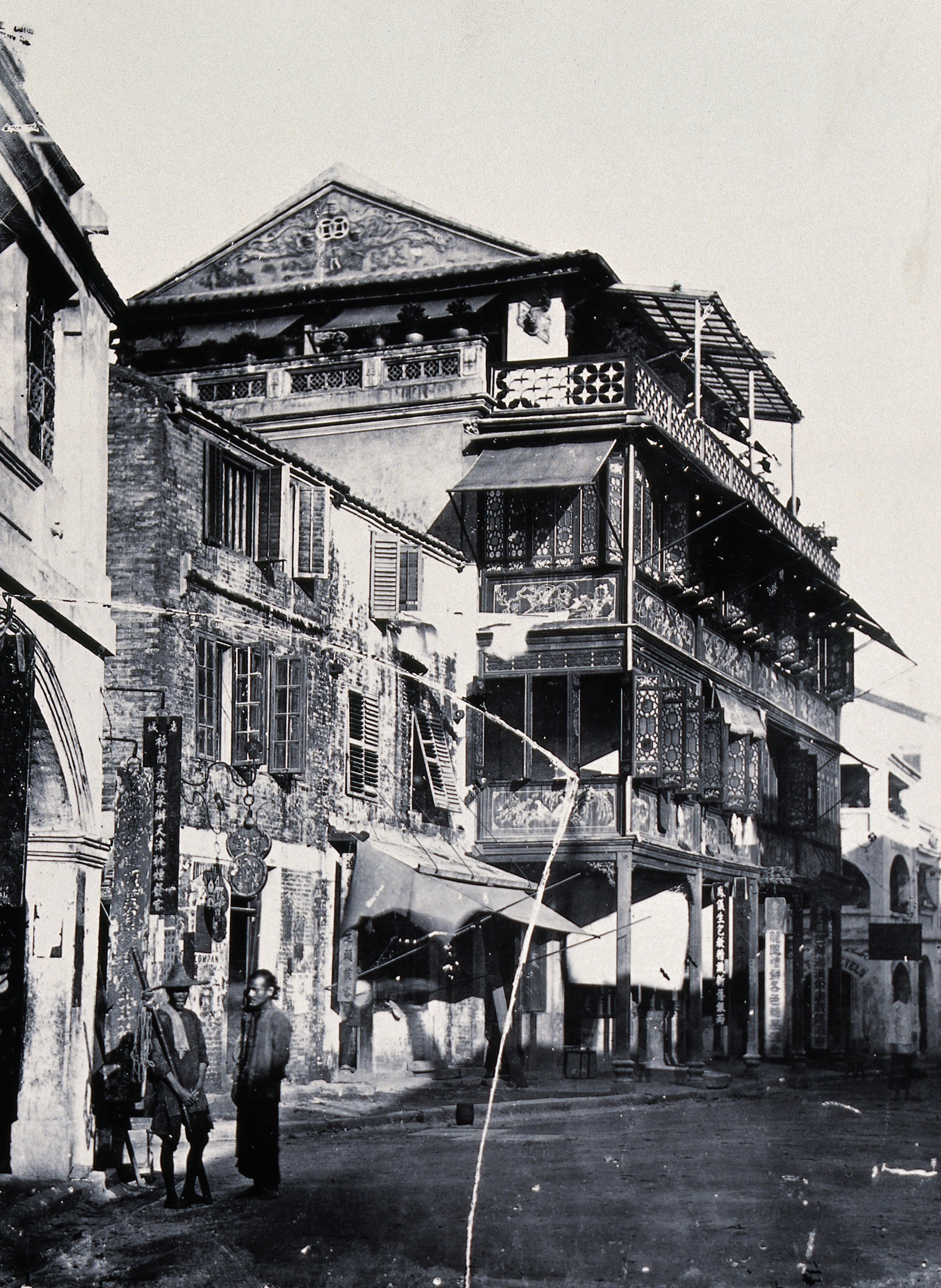
1869年由約翰·湯姆森所攝的中環杏花樓，它是香港最早的中式茶樓，於1846年便在威靈頓街開業

香港開埠初期，茶樓、酒樓分為兩行業，先有茶樓，後又酒樓。茶樓先於酒樓，皆因商貿未發達，茶樓就像餐廳，很多受薪者和商販去茶樓飽肚。相反酒樓和妓院關係密切，不少酒樓開設在妓院附近，招待富貴人家的公子哥兒，飛箋召妓陪酒常見於酒樓。
至於茶樓酒樓合一，是因為1903年，上環水坑口街妓寨毁於大火，另外石塘咀填海完工，一片荒蕪；港督彌敦下令，封閉水坑口妓院，要一律遷至石塘咀，務求借色情事業開發該地。大道中及水坑口一帶酒樓反對未果，很多因此結業，未結業的酒樓為求生計，兼營茶市，以杏花樓為先，其他酒樓相繼效仿，茶樓酒樓漸漸合一。至1935年，港府禁絶娼妓，酒樓必須兼做茶市維生，自此茶樓酒樓再無分別。
在第二次世界大戰之前，香港中上環一帶遍佈供應點心和茗茶的中式茶樓和二厘館，例如石塘咀至西環一帶的「三元樓」、「燕瓊林」、中上環的「冠南茶樓」、「三多茶樓」、「雲來茶樓」、「高陞大茶樓」、「平香茶樓」、「得男茶室」、「得雲大茶樓」、蓮香樓與陸羽茶室、灣仔的龍門等。由於茶樓客人差不多全是男性，茶樓名字多以「多男」、「得男」寓意開枝散葉的傳統思想。早年的茶樓分為樓座和地廳，樓座的風景好一點，茶價是七厘，地廳的茶價是三厘六，而二厘館的茶價當然是二厘。1930至1940年代，茶樓競爭進入白熱化，茶樓開始在晚上開設歌壇，表演粵曲。後來附設歌壇的茶樓多達三十幾家，例如：如意、富隆、平春、添男、蓮香、高陞和九龍的大觀等等。1938年，廣州淪陷，著名歌伶如小明星、徐柳仙等開始長期在香港歌壇演唱。在1939至1941年間，著名歌伶在茶樓駐場義唱，如小明星在蓮香和平安演唱，徐柳仙在高陞與添男演唱。1975年，學者榮鴻曾邀請地水南音瞽師杜煥在上環水坑口富隆茶樓進行為期三個月的演唱並進行錄音，留下40多小時的現場錄音。目前，香港已沒有茶樓有粵劇茶座，反而澳門十月初五街的大龍鳳茶樓就設有曲藝茶座，而廣州的榮華樓則於2015年恢復粵劇曲藝粵樂表演。

### 北美
北美華人聚居地城市如舊金山，紐約，多倫多，蒙特利爾都有港式茶樓。

## 特色

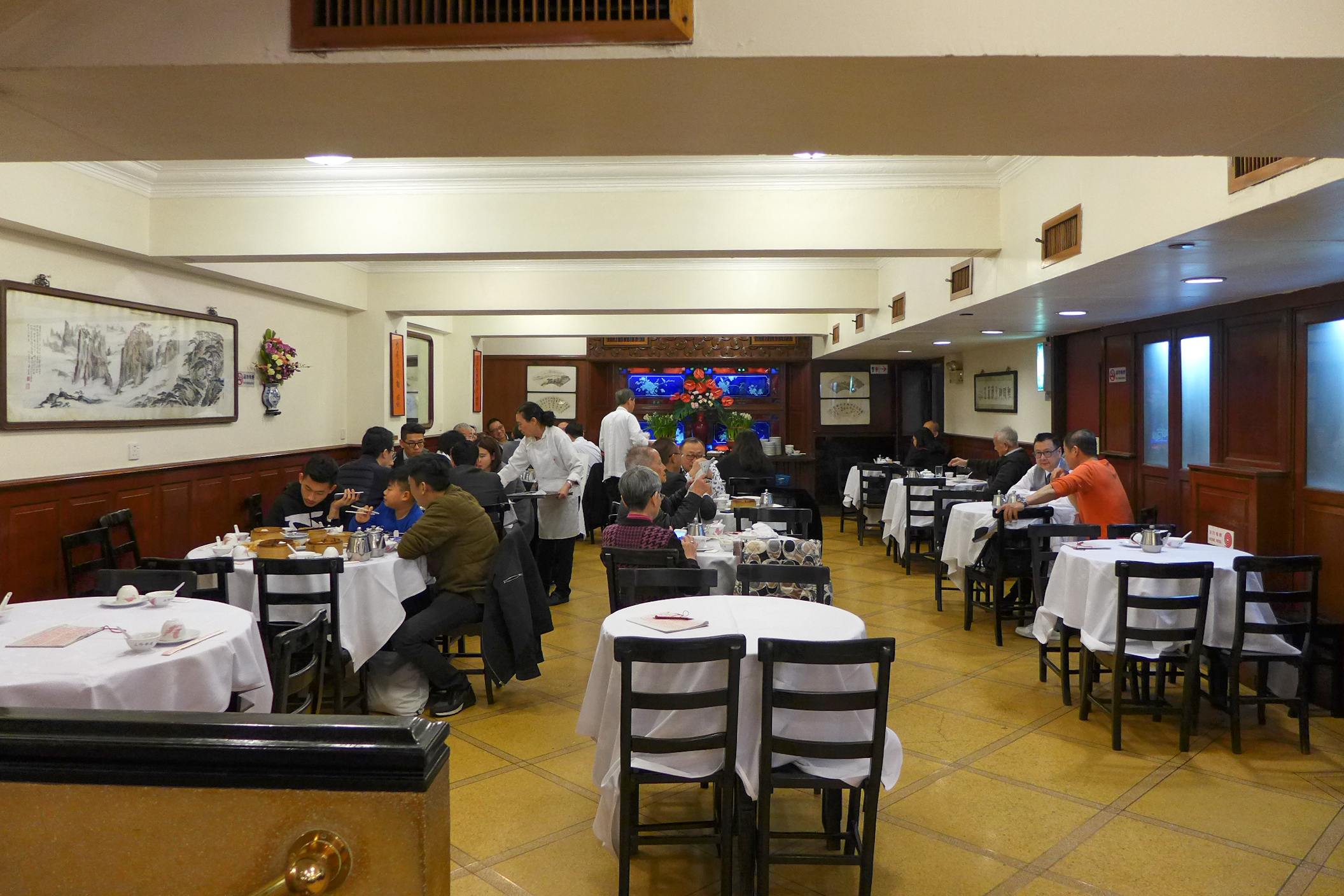
陸羽茶室

由二十世紀初期起，酒樓開始兼營了茶樓的業務，而單純提供點心的茶樓則被逐漸淘汰，如香港中環區的陸羽茶室。
茶居有一名稱叫（起午更），早期香港的茶居點心師傅因應早上5:30左右要開市，故大名茶居於早上4:30左右要準備點心應市。
茶客去茶楼喝茶有“一盅两件”的说法，“一盅”指的是一杯茶，“两件”指的是两笼点心，描述的是茶客去茶楼喝早茶，一杯茶，两笼点心，一份报纸，便可在茶楼度过一个悠闲慵懒的早上。
粤式茶楼的茶以铁观音、普洱茶、花茶、菊花茶为主，点心比较典型的有豉汁鳳爪、香芋排骨、虾饺、乾蒸烧卖、腸粉、各类粥水等等。
现在的粤式茶楼点餐的方式主要有两种，一种是在座位上下单，服务员上菜，跟一般餐馆点餐无异；一种是茶客拿着单，去到摆卖各种点心/蒸笼的窗口，看上哪道点心，让服务员在单子上盖个章，就可以把点心拿走，这种自助式的点餐方式是粤式茶楼的特色之一，茶楼会把点心按价格分为超点/顶点/特点/大点/中点/小点等等。

### 粵式點心
蝦餃，燒賣，糯米雞，腸粉，魷魚須，叉燒包，芋頭糕，皮蛋瘦肉粥，腐皮卷，豬肚，牛肚。

## COVID-19疫情
2021年5月起，廣州市爆發群集性COVID-19疫情，由於首宗病例的74歲女患者曾經到多家茶樓飲茶，並且傳染給其家屬、茶樓中的茶客和工作人員，導致多人染病，而這群集性疫情被傳媒稱為飲早茶群組(喝早茶群組)。

## 外部連結
- 懷舊香港：舊茶樓黃金歲月 （页面存档备份，存于）